# Ōizumi (Gunma)
Ōizumi (jap. 大泉町, -machi) ist eine Stadt im Landkreis Ōra (邑楽郡, -gun), in der Präfektur Gunma, in der Mitte Japans. Oizumi hat einen großen Bevölkerungsanteil an Dekasegi (brasilianischen Japanern) und Nepalesen. 

## Geografie
Die Gemeinde befindet sich im Westen der Präfektur Gunma. Im Süden der Gemeinde fließt der Tone.
Umgeben ist die Ōizumi von Ōta im Westen und Norden, Ōra im Osten, Chiyoda im Südosten und Kumagaya in der Präfektur Saitama im Süden auf der anderen Flussseite.

## Geschichte
Die Gemeinde entstand am 31. März 1957 aus dem Zusammenschluss der Stadt Koizumi (小泉町, -machi) mit dem Dorf Ōkawa (大川村, -mura).

## Verkehr
Die wichtigste Fernstraße der Gemeinde ist die Nationalstraße 354 nach Takasaki oder Hokota.
An das Schienennetz ist Ōizumi über die Tōbu Koizumi-Linie nach Tatebayashi angeschlossen. Haltestellen in der Gemeinde sind Nishi-Koizumi, Koizumimachi und Higashi-Koizumi.

## Sehenswürdigkeiten
An Sehenswürdigkeiten existieren in der Gemeinde die Ruine der Burg Koizumi (小泉城跡, Koizumi jōseki) und die Ainohara-Ruine (間之原遺跡, Ainohara iseki) aus der Jōmon-Zeit (3500–3000 vor Chr.), sowie der buddhistische Tempel Ryūsen-ji (竜泉寺) und der shintōistische Koizumi-Schrein (小泉神社, Koizumi-jinja).

## Wirtschaft
In Ōizumi befinden sich Werke der internationalen Konzerne Sanyo und Fuji Heavy Industries, aber auch des Druckunternehmens Toppan Printing und des Tiefkühlkostunternehmens Ajinomoto Reitō Shokuhin.

## Bildung
In Ōizumi befinden sich die Grundschulen (大泉町立X小学校, Ōizumi-chōritsu X shōgakkō) Nord (北, kita), Süd (南, minami), West (西, nishi) und Ost (東, higashi), sowie die Mittelschulen (大泉町立X中学校, Ōizumi-chōritsu X chūgakkō) Nord, Süd und West.
An höheren Bildungseinrichtungen können die Nishi-Ōra-Oberschule (群馬県立西邑楽高等学校, Gunma-kenritsu Nishi-Ōra kōtō gakkō), die Ōizumi-Oberschule (群馬県立大泉高等学校, Gunma-kenritsu Ōizumi kōtō gakkō), sowie eine Fachoberschule (大泉保育福祉専門学校, Ōizumi hoiku fukushi semmon gakkō) mit Spezialisierung auf Kinderpflege oder Wohlfahrtspflege allgemein besucht werden.

## Städtepartnerschaften
Ōizumi ist seit Oktober 1992 eine Schwesterstadt des brasilianischen Guaratinguetá.

## Weblinks

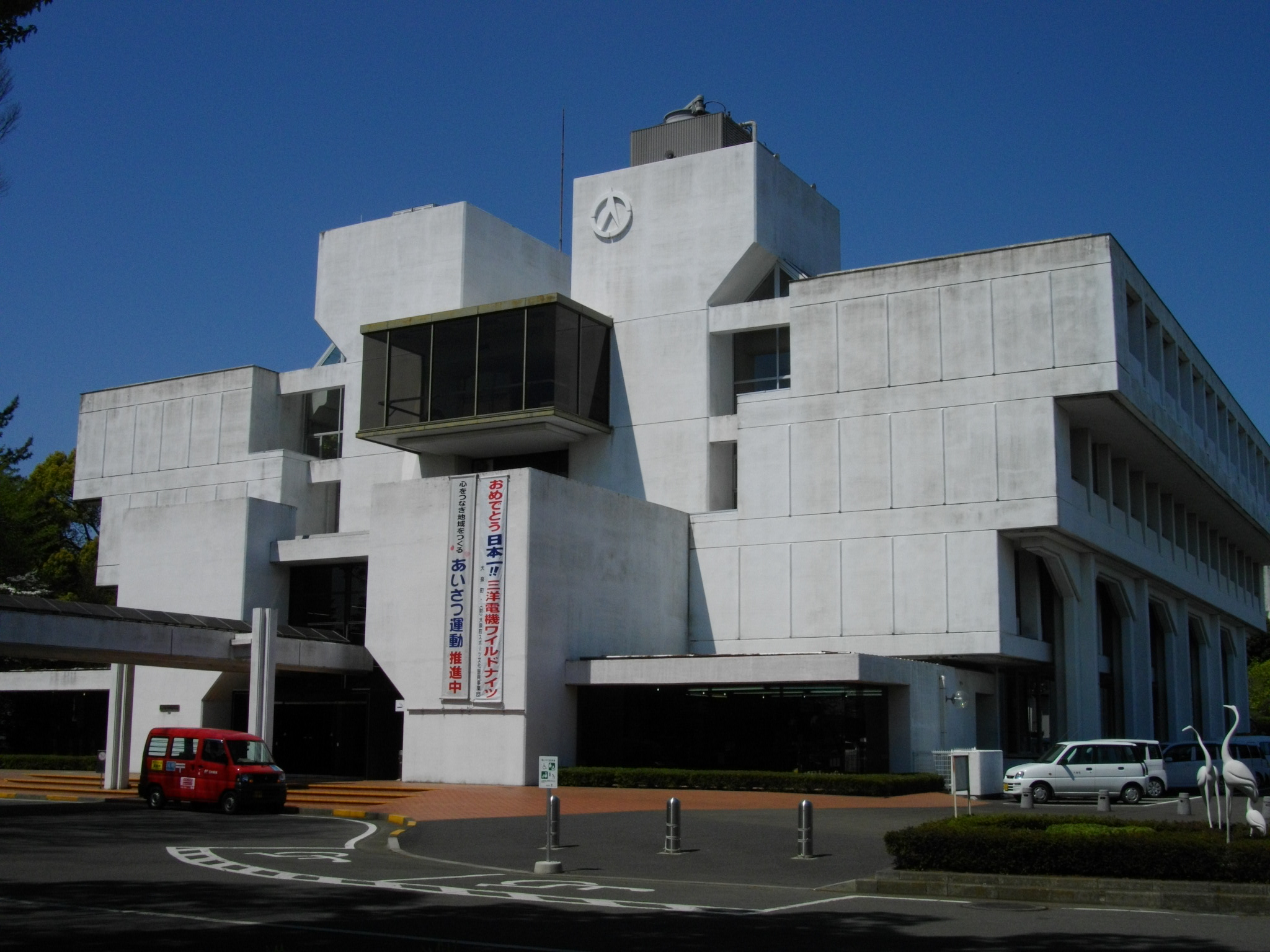
Rathaus von Oizumi